# Darius Milhaud
Darius Milhaud (1892-1974) là nhà soạn nhạc, nghệ sĩ đàn piano, nhạc trưởng, nhà phê bình âm nhạc, nhà sư phạm người Pháp. Ông là một trong những thành viên nổi tiếng nhất của nhóm Les Six, và được liệt kê vào danh sách các nhà soạn nhạc hiện đại..

## Tiểu sử
Sinh ra tại Marseilles trong một gia đình Do Thái đến từ Aix-en-Provence, Milhaud khởi đầu như một nghệ sĩ violin.
Darius Milhaud học nhạc tại Nhạc viện Paris, dưới sự hướng dẫn của Charles-Marie Widor, Paul Dukas và Vincent d'Indy. Trong khoảng thời gian 1917-1919, Milhaud trở thành tùy viên của Paul Claudel, một nhà thơ và nhà biên kịch nổi tiếng lúc đó, kiêm đại sứ của Pháp tại Rio de Janeiro, Brazil. Thời gian này, Milhaud phổ nhạc cho nhiều bài thơ và vở kịch của Claudel, kể cả vở ballet L'Homme et son désir.
Trở về Paris, ông là thành viên của nhóm Les Six. Năm 1940, ông di tản sang Mỹ khi Pháp bị phát xít Đức chiếm đóng, trở thành giáo sư của Cao đẳng Mills, California. Năm 1947, trở về Pháp, là giáo sư của Nhạc viện Paris. Ông trở thành viện sĩ Viện Pháp quốc từ năm 1956.

## Phong cách âm nhạc
Trong các sáng tác của mình, có lúc Darius Milhaud sở dụng nhiều thủ pháp đa điệu tính, về sau Milhaud đã tăng cường những yếu tố cảm xúc nghệ thuật hiện thực. Ông đã thể nghiệm nhiều kiểu kết hợp nhạc cụ, kể cả với băng ghi âm.

## Những sáng tác
Sau đây là những gì Darius Milhaud đã sáng tác. Ông để lại tổng công là hơn 500 tác phẩm, trong đó là:
- 15 vở opera, đáng chú ý gồm có:

- Nối khổ đau của Orphée (1926)
- Thủy thủ nghèo (1927)
- Christophe Colomb (1928)
- Maximilien (1930)
- Bolivar (1943)
- David (1952)
- Người mẹ tội lỗi (1964-1965)

- Hơn 15 vở ballet, nổi bật lên gồm:

- Con bò trên nóc nhà (1919)
- Sáng tạo thế giới (1923)
- Những trò chơi mùa xuân (1944)
- Thu hoạch nho (1952)

- Các bản cantata
- 11 bản giao hưởng (1940, 1944, 1946, 1947, 1953, 1955, 1957, 1959, 1960 (2 bản), 1962, 1963 (bản này có tên là Đồng quê))
- Tố khúc Provence (1936) và các tác phẩm khác cho dàn nhạc giao hưởng
- Các bản concerto
- Các tác phẩm nhạc thính phòng, nổi bật lên là 18 bản tứ tấu đàn dây
- Các bản liên khúc thanh nhạc
- Nhiều ca khúc và nhạc cho phim (Milhaud viết cho khoảng 30 bộ phim từ năm 1929 đến năm 1959, nổi bật là nhạc cho phim Bà Bovary ra đời vào năm 1933)